# Streitkräfte der Republik Kongo
Die Streitkräfte der Republik Kongo (französisch Forces Armées Congolaises; kurz: FAC) sind das Militär der Republik Kongo.

## Geschichte
Nach der Unabhängigkeit von Frankreich im Jahr 1960, bildeten sich 1961 das erste Militär, welches zunächst nur aus dem Heer bestand. 1962 kamen dann die Marine, Gendarmerie und die Luftstreitkräfte dazu. Seither spielen die Streitkräfte eine wichtige Rolle im politischen System, so wurden von den bisherigen sechs Staatsoberhäuptern, vier durch das Militär oder durch Bürgerkriege abgesetzt.

### Machtkämpfe
Wegen internen Machtkämpfen wurde im Januar 2018 der General Norbert Dabira verhaftet und ein paar Monate später wegen „Bedrohung der Staatssicherheit“ zu fünf Jahren Haft verurteilt. Zur gleichen Zeit wurde der Kommandeur der Präsidentengarde Nianga Ngatsé Mbouala aus seinem Amt entfernt, nachdem im Mai 2017 schon sein Chef des Stabes entlassen wurde.

### Waffenlieferungen
Das Organized Crime and Corruption Reporting Project (OCCRP) berichtete, dass Aserbaidschan insgesamt 17 Waffenlieferungen über die Türkei in Richtung Kongo tätigte. Die letzte Lieferung im Januar 2020 beinhaltete mehr als 100 Tonnen Mörsergranaten, Raketen und Explosivstoffe und soll von Saudi-Arabien gesponsert worden sein.
Am 12. Februar 2012 kam es zu einer Munitionsexplosion in einer Kaserne nahe Brazzaville. Hierbei starben 206 Menschen und es gab viele Verletzte. Grund hierfür war hierfür, dass alte sowjetische Panzermunition unsachgemäß gelagert wurde. Auf öffentlichen Druck hin beschloss die Regierung, dass alle Kasernen zu inspizieren sind.

## Übersicht

### Heer
Das kongolesische Heer besteht aus 8.000 Soldaten und verfügt über folgende Ausrüstung:

#### Fahrzeuge
| Typ            | Herkunft               | Funktion               | Anzahl |
| -------------- | ---------------------- | ---------------------- | ------ |
| T-54T-55       | Sowjetunion            | Kampfpanzer            | 25     |
| Type 59        | Volksrepublik China    | Kampfpanzer            | 15     |
| PT-76          | Sowjetunion            | Leichter Panzer        | 3      |
| WZ132          | Volksrepublik China    | Leichter Panzer        | 10     |
| BRDM-1BRDM-2   | Sowjetunion            | Spähpanzer             | 25     |
| Saxon          | Vereinigtes Königreich | Mannschaftstransporter | 28     |
| BTR-60         | Sowjetunion            | Mannschaftstransporter | 30     |
| BTR-152        | Sowjetunion            | Mannschaftstransporter | 20     |
| Panhard M3 VTT | Frankreich             | Mannschaftstransporter |        |
| Mamba          | Südafrika              | MRAP                   | 18     |
| Marauder       | Südafrika              | MRAP                   | 37     |

Des Weiteren sind noch sowjetische T-34 Kampfpanzer eingelagert.

#### Artillerie
| Typ          | Herkunft    | Kaliber | Funktion          | Anzahl |
| ------------ | ----------- | ------- | ----------------- | ------ |
| 2S1 Gvozdika | Sowjetunion | 122 mm  | Selbstfahrlafette | 3      |
| D-20         | Sowjetunion | 152 mm  | Haubitze          |        |
| D-30         | Sowjetunion | 122 mm  | Haubitze          | 10     |
| M-46         | Sowjetunion | 130 mm  | Kanone            | 5      |
| BM-14        | Sowjetunion | 140 mm  | Raketenwerfer     |        |
| BM-16        | Sowjetunion | 140 mm  | Raketenwerfer     |        |
| BM-21 Grad   | Sowjetunion | 122 mm  | Raketenwerfer     | 10     |
|              |             | 82 mm   | Mörser            |        |
| M-43         | Sowjetunion | 120 mm  | Mörser            | 28     |

#### Panzerabwehrwaffen
| Typ   | Herkunft           | Funktion                | Anzahl |
| ----- | ------------------ | ----------------------- | ------ |
| M18   | Vereinigte Staaten | Rückstoßfreies Geschütz |        |
| M1943 | Sowjetunion        | Panzerabwehrkanone      | 5      |
| M1944 | Sowjetunion        | Panzerabwehrkanone      | 10     |

#### Flugabwehrwaffen
| Typ      | Herkunft    | Funktion         | Anzahl |
| -------- | ----------- | ---------------- | ------ |
| ZSU-23-4 | Sowjetunion | Flugabwehrpanzer |        |
| ZPU-2    | Sowjetunion | Maschinengewehr  |        |
| ZPU-4    | Sowjetunion | Maschinengewehr  |        |
| M1939    | Sowjetunion | Flugabwehrkanone | 28     |
| S-60     | Sowjetunion | Flugabwehrkanone |        |
| KS-19    | Sowjetunion | Flugabwehrkanone |        |

### Marine
Die Marine besteht aus ungefähr 800 Soldaten und verfügt über acht Patrouillenboote und einen Mil Mi-14 Hubschrauber.
Im Oktober 2007, trainierte die US Navy Angehörige der Streitkräfte der kongolesischen Marine in Pointe-Noire. Seit 2017 ist der Kapitän René Nganongo Kommandeur der Seestreitkräfte und löste somit den Konteradmiral André Bouagnabea Moundanza ab, der zuvor 15 Jahre im Amt war.

### Luftstreitkräfte

Konkarde der Armée de l'air Congolaise

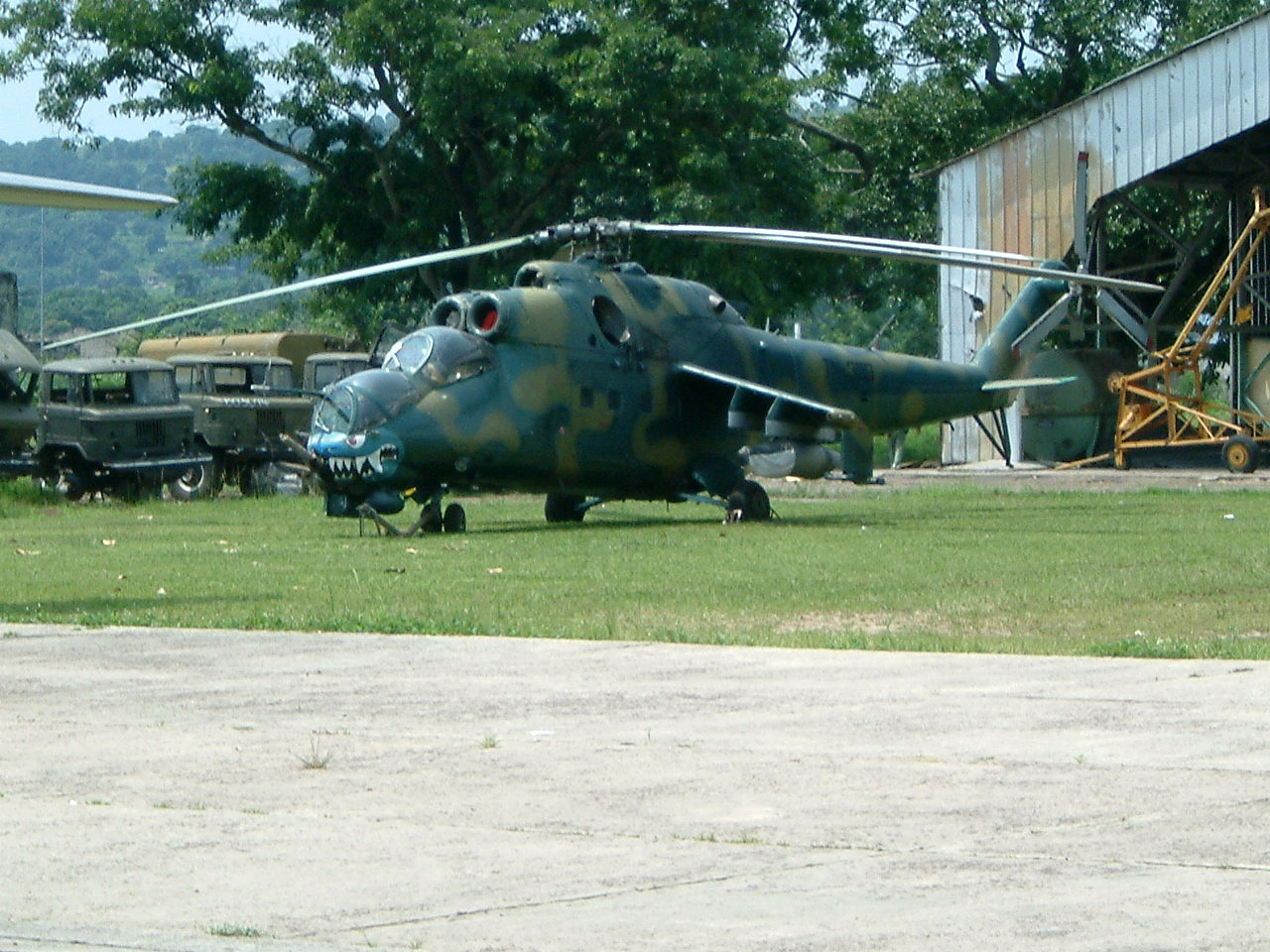
Mil Mi-24 Kampfhubschrauber der kongolesischen Luftstreitkräfte

Die kongolesischen Luftstreitkräfte (französisch Armée de l'air Congolaise) bestehen aus 1.200 Soldaten und verfügen über folgende Ausrüstung:
| Typ                | Herkunft           | Funktion               | Version    | Anzahl |
| ------------------ | ------------------ | ---------------------- | ---------- | ------ |
| Dassault Mirage F1 | Frankreich         | Mehrzweckkampfflugzeug |            | 2      |
| Antonow An-32      | Sowjetunion        | Transportflugzeug      |            | 2      |
| CASA CN-235        | Spanien Indonesien | Transportflugzeug      |            | 1      |
| Mil Mi-8           | Sowjetunion        | Mehrzweckhubschrauber  | Mi-8 Mi-17 | 6      |
| Mil Mi-24          | Sowjetunion        | Kampfhubschrauber      |            | 1      |